# Il grande campione
Il grande campione (Champion) è un film del 1949 diretto da Mark Robson, ispirato all'omonimo racconto di Ring Lardner.

## Trama
Midge Kelly, un giovane con una vita passata fra varie contraddizioni e con una pessima reputazione, decide controvoglia di sposare la donna con cui vive ma successivamente, attratto dalla boxe, l'abbandona. Guidato dal proprio coach riesce ad emergere sul ring fino a trasformarsi in un autentico campione diventando ricco e famoso. Tutto ciò non lo salva però da una serie di errori come quello di cambiare allenatore dopo avergli insidiato la moglie, perdendo così il contratto che lo legava al nuovo manager. Apparentemente pentito, dopo aver vinto un importante match, troverà nello spogliatoio la morte.

## Produzione
Il film fu prodotto dalla Screen Plays e dalla Stanley Kramer Productions.

### Distribuzione
Distribuito dall'United Artists, il film uscì nelle sale USA il 9 Aprile 1949.

## Riconoscimenti
- 1950 - Premio Oscar
  - Miglior montaggio a Harry W. Gerstad
  - Nomination Miglior attore protagonista a Kirk Douglas
  - Nomination Miglior attore non protagonista a Arthur Kennedy
  - Nomination Migliore sceneggiatura non originale a Carl Foreman
  - Nomination Migliore fotografia a Franz Planer
  - Nomination Miglior colonna sonora a Dimitri Tiomkin
- 1950 - Golden Globe
  - Migliore fotografia a Franz Planer
  - Nomination Miglior attrice debuttante a Ruth Roman
- 1949 - Festival di Venezia
  - Nomination Leone d'oro a Mark Robson